# El corb (pel·lícula de 1994)
El corb (títol original en anglès, The Crow) és una pel·lícula estatunidenca del 1994, basada en la sèrie de còmics homònima del 1989 de James O'Barr. El film fou una adaptació de David J. Schow i John Shirley, dirigit per Alex Proyas. S'ha doblat i subtitulat al català.
La pel·lícula va aconseguir una certa fama, fins i tot abans de l'estrena, a causa que durant el rodatge el protagonista Brandon Lee va morir després de rebre uns trets en una escena de la pel·lícula a mans de l'actor secundari Michael Massee. Es va pensar a abandonar el projecte després de la mort, però finalment es va decidir continuar endavant, fent servir un doble, escenes fosques i retocs amb ordinador. La pel·lícula es va presentar com un homenatge a Lee atès que al final pot veure's una dedicatòria que diu per a Brandon i Elisa.

## Argument
A Detroit, Michigan, el músic de rock Eric Draven és brutalment assassinat quan el llencen per una finestra del seu apartament i la seva xicota, Shelly Webster, que després de ser violada per diversos homes és duta a l'hospital on, unes hores després, mor també. El doble crim fou perpetrat per una banda encapçalada per Top Dollar, la qual assetjava la ciutat. L'assassinat es produeix en una nit que anomenen "la nit del Diable", la nit abans de Halloween.
Un any més tard, l'Eric ressuscita gràcies a l'ajuda d'un corb que el torna a la vida; torna a la ciutat on fou assassinat amb l'únic objectiu de venjar-se'n. L'Eric obté la immortalitat, una força sobrehumana, una visió sobrenatural (en tocar una persona pot sentir el que aquesta sent) i la protecció del corb, el seu guia espiritual que enllaça el món dels vius amb el regne dels morts. Així doncs, no s'aturarà fins a donar per venjat el dany que li han fet a ell i a la seva xicota, cosa que aconseguirà quan, finalment, sotmeti el rei del crim i els seus seguidors.

## Repartiment
- Brandon Lee com a Eric Draven / The Crow
- Rochelle Davis com a Sarah Mohr
- Ernie Hudson com a Sergeant Daryl Albrecht
- Michael Wincott com a Top Dollar
- Bai Ling com a Myca
- Sofia Shinas com a Shelly Webster
- Anna Levine com a Darla Mohr
- David Patrick Kelly com a T-Bird
- Angel David com a Skank
- Laurence Mason com a Tin Tin
- Michael Massee com a Funboy
- Tony Todd com a Grange
- Jon Polito com a Gideon
- Bill Raymond com a Mickey
- Marco Rodríguez com a Detectiu Torres